# Малёва-Гура
Малёва-Гу́ра (пол. Malowa Góra) — деревня в Польше в Люблинском воеводстве, Бяльском повете, гмине Залесе. Население — 131 человек (2011).
В селе есть римско-католический приход при костёле Преображения Господня.
Ближайшие населенные пункты — Мокраны-Старе (1,0 км), Березувка (2,2 км), Мокраны-Нове (2,7 км), Новосёлки (3,0 км), Стажинка (3,2 км), Добрынь-Колёнья (3,3 км), Кольчин (4,2 км). Ближайшие города — Тересполь (9,5 км), Бяла-Подляска (23,9 км), Лосице (53,2 км), Семятыче (55,2 км).

## История
Впервые деревня упоминается в Литовской Метрике в 1449 году. В первой половине XV века, деревня была во владении Петра Малевского (по крайней мере, с 1445 г.) и его жены Малгожаты. Записывал он себя как Пётр с Бржиски (Ясленский повет Подкарпатское воеводство), Земброва и Падковы, а также как Пётр с Малёвой Гуры. В 1445—1451 годах он был судьей земским дрохичинским и проживал в Малёвой Гуре. Умер до 1483 года. Известно, что до 1477 года Малёва-Гура принадлежала его сыну Андрею.
С 1477 года деревня принадлежала семье Немировичей — Щитов. В 1477 году Якуб Янович Немирович — Щит владелец Жулина и Воли Жулинской перед судом красноставским в земле хелмской обменялся деревнями с шляхтичем Андреем с Малёвой Гуры. В свои владения он получил Малёву Гуру, Наношевичи и другие деревни и земли. Якуб Ниемирович был по крайней мере с 7 июня 1479 года старостой берестейским, сменив на старостве Яна Насута из Мендзыжец. Обязанности старосты исполнял до 1493 года. Умер в 1494 году. После него деревню унаследовал его сын Миколай Якубович Немирович — Щит.
В 1528 году он выставлял 11 коней для литовского войска. Умер в 1535 году. Затем владельцами деревни стали его сыновья Миколай и Александр.
11 августа 1551 года, согласно записям в Литовских Метриках, деревня перешла в собственность Яна Иржиковича, герба Лелива, который был королевским придворным и старостой мельницким (1545—1557). Ян Иржикович умер в 1569 году. Родовым имением Иржиковичей была деревня Бацики недалеко от Семятычя. Отец Яна, Ян Иржикович Олехнович (подкоморный мельницкий) был женат на женщине с неизвестным именем из рода Немировичей — Щитов, так что Малёва-Гура сменила владельца в кругу семьи.
Следующим владельцем деревни был один из сыновей Яна, Иероним Иржикович (умер в 1613 году). Был он подкоморным дрохическим, а также послом на сейм 1607 года. В 1604 году в Малёвой Гуре был построен костёл, основателем был Иероним Иржикович. Как долго Иржиковичи владели деревней неизвестно.
Предположительно следующими владельцами стали Садовские герба Любич. В деревне всё было спокойно до «шведского потопа» . Во время «шведского потопа» (1655 − 1660 года), деревня и костёл были сожжены, а население убито шведами. В последующие века деревня больше не достигала значительного развития — Луковский тракт утратил свое значение, в деревне больше никогда не было значительного роста населения.
В 1653 году Малёву Гуру взяла в аренду Ельжбета Мложевская Езирковская у Стефана и Миколая Садовских. Согласно Литовской Метрике в 1667 году Малёва Гура (11 дворов) была во владении её сына Миколая Езерковского, войскового мозырьского, дворянина Его Королевской Милости (умер в 1670 году). В 1690 году владелец деревни Миколай Садовский, войсковой берестейский (1676 год), каштелян берестейский (1698 год). После него, владельцем деревни был сын, Казимир Рейнольд Садовский, писарь земский берестейский, затем каштелян берестейский (умер в 1721 году).
После Садовских, предположительно, деревня принадлежала Шуйским. В 1782 году Адам Чарторыйский основал в деревне костёл.
В 1827 году в деревне было 18 дворов и 160 жителей, а также действовала корчма. Деревней владели генерал Александр Нирод, Мацей Юзефович (1828—1832), Северин Выховский (1834), Рафаль Рубинович (1838—1850), Густав Стопчинский (1850—1862). В 1880-х годах население деревни уменьшилось до 93 жителей.
В 1975—1998 гг. село входило в состав Бяло-подляского воеводства.

## Климат
Июль является самым тёплым месяцем года. Средняя температура в июле 18,5 °C. Январь является самым холодным месяцем со средней температурой −4,4 °C.
| Температура воздуха в селе Малёва-Гура |      |      |      |       |       |       |       |       |       |       |      |      |
| Месяц                                  | Янв  | Фев  | Март | Апр   | Май   | Июнь  | Июль  | Авг   | Сен   | Окт   | Нояб | Дек  |
| Средняя температура (°C)               | -4,4 | -4,0 | +0,8 | +8,3  | +13,6 | +16,9 | +18,5 | +17,7 | +13,3 | +8,2  | +2,5 | -1,9 |
| Минимальная температура (°C)           | -7,3 | -7,2 | -2,9 | +3,4  | +8,1  | +11,5 | +13,0 | +12,3 | +8,4  | +4,3  | +0,1 | -4,3 |
| Максимальная температура (°C)          | -1,4 | -0,8 | +4,5 | +13,2 | +19,1 | +22,4 | +24,0 | +23,1 | +18,2 | +12,2 | +5,0 | +0,5 |